# Carlos Humberto Romero

Carlos Humberto Romero, 1977

Carlos Humberto Romero, född 29 februari 1924 i Chalatenango, El Salvador, död 27 februari 2017 i San Salvador, var president i El Salvador från 1977 till 1979 då han avsattes i en statskupp ledd av både militärer och civila. 